# RAB15

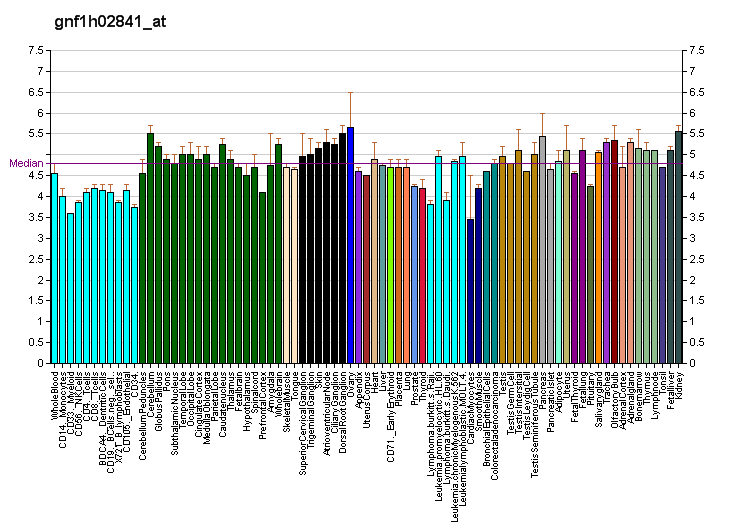
Patrón de expresión génica del gen RAB15

La proteína Rab-15 relacionada con Ras es una proteína que en humanos está codificada por el gen RAB15. Puede actuar en conjunto con RAB3A en la regulación de aspectos del flujo de la membrana de la vesícula sináptica dentro de la terminal nerviosa.